# Chiesa cattolica in Siria
La Chiesa cattolica in Siria è parte della Chiesa cattolica universale in comunione con il vescovo di Roma, il papa.
I cattolici sono circa 360.000, corrispondenti al 2% della popolazione. I cattolici siriani appartengono a comunità cristiane di differenti tradizioni culturali e liturgiche, ciascuna con un rito e con giurisdizioni ecclesiastiche proprie.
Simbolo per eccellenza dell'intera religione cristiana in Siria è il villaggio di Ma'lula (a 45 km a nord di Damasco), dove ancora oggi si parla l'aramaico, idioma usato duemila anni fa in tutta l'area siro-palestinese, ritenuto la lingua madre di Gesù Cristo.
Esistono a Ma'lula due monasteri cattolici di rito bizantino, uno maschile e uno femminile: rispettivamente, San Sergio e Bacco e Santa Tecla (che ospita anche la tomba della santa).
Nel 2012 un gruppo di suore trappiste italiane ha fondato un monastero nel villaggio maronita di Azeir, nella Siria nord-occidentale.

## Organizzazione
La chiesa cattolica in Siria è organizzata secondo l'appartenenza ecclesiale. Sono 18 le circoscrizioni ecclesiastiche cattoliche del Paese.
Chiesa latina
- Vicariato apostolico di Aleppo

Chiesa armeno-cattolica
- Arcieparchia di Aleppo
- Eparchia di Kamichlié
- Esarcato patriarcale di Damasco

Chiesa maronita
- Arcieparchia di Damasco
- Arcieparchia di Aleppo
- Eparchia di Laodicea

Chiesa cattolica caldea
- Eparchia di Aleppo

Chiesa cattolica greco-melchita
- Patriarcato di Antiochia
- Arcieparchia di Aleppo
- Arcieparchia di Bosra e Hauran
- Arcieparchia di Damasco (sede propria del patriarcato)
- Arcieparchia di Homs
- Arcieparchia di Laodicea

Chiesa cattolica sira
- Arcieparchia di Damasco
- Arcieparchia di Aleppo
- Arcieparchia di Hassaké-Nisibi
- Arcieparchia di Homs

## Nunziatura apostolica
Una delegazione apostolica è esistita a Damasco fin dal XVIII secolo. Per lungo tempo hanno assunto questo incarico i vicari apostolici di Aleppo.
Le relazioni diplomatiche fra Santa Sede e Siria furono istituite ufficialmente il 21 febbraio 1953, quando fu eretta l'internunziatura con il breve Ubicumque gentium di papa Pio XII.
La nunziatura apostolica di Siria è stata istituita il 2 febbraio 1966 con il breve Quam sedem di papa Paolo VI.
Nel 2016, per la prima volta nella storia, il nunzio apostolico in Siria, Mario Zenari, è stato creato cardinale.

### Delegati apostolici
- Aloisio Gandolfi, C.M. † (11 agosto 1815 - 25 agosto 1825 deceduto)
- Jean-Baptiste Auvergne † (marzo 1833 - 14 settembre 1836 deceduto)
- Giuseppe Angelo di Fazio, O.F.M. Cap. † (15 dicembre 1837 - 13 dicembre 1838 deceduto)
- Francisco Villardel, O.F.M. † (8 marzo 1839 - 19 giugno 1852 deceduto)

...
- Ludovico Piavi, O.F.M. † (13 novembre 1876 - 28 agosto 1889 nominato patriarca di Gerusalemme dei Latini)
- Gaudenzio Bonfigli, O.F.M. † (19 agosto 1890 - 25 febbraio 1896 nominato delegato apostolico in Egitto)
- Pietro Gonzalez Carlo Duval, O.P. † (25 febbraio 1896 - 31 luglio 1904 deceduto)
- Frediano Giannini, O.F.M. † (16 gennaio 1905 - 1936 nominato vice-camerlengo della Camera Apostolica)
- Rémy-Louis Leprêtre, O.F.M. † (18 marzo 1936 - 7 maggio 1947 dimesso)

### Internunzi apostolici
- Paolo Pappalardo † (19 marzo 1953 - 1958 nominato officiale della Segreteria di Stato della Santa Sede)
- Luigi Punzolo † (10 gennaio 1962 - 1966 dimesso)

### Pro-nunzi apostolici
- Luigi Punzolo † (1966 - 2 ottobre 1967 dimesso)
- Raffaele Forni † (17 giugno 1967 - 19 settembre 1969 ritirato)
- Achille Marie Joseph Glorieux † (19 settembre 1969 - 3 agosto 1973 nominato pro-nunzio apostolico in Egitto)
- Amelio Poggi † (26 settembre 1973 - 23 dicembre 1974 deceduto)
- Angelo Pedroni † (15 marzo 1975 - 6 luglio 1983 nominato nunzio apostolico in Belgio, Lussemburgo e presso la Comunità europea)
- Nicola Rotunno † (30 agosto 1983 - 8 dicembre 1987 nominato officiale della Segreteria di Stato della Santa Sede)

### Nunzi apostolici
- Luigi Accogli † (17 giugno 1988 - 18 febbraio 1993 dimesso)
- Pier Giacomo De Nicolò † (11 febbraio 1993 - 21 gennaio 1999 nominato nunzio apostolico in Svizzera e Liechtenstein)
- Diego Causero (31 marzo 1999 - 10 gennaio 2004 nominato nunzio apostolico nella Repubblica Ceca)
- Giovanni Battista Morandini † (6 marzo 2004 - 30 dicembre 2008 ritirato)
- Cardinale Mario Zenari, dal 30 dicembre 2008

## Assemblea degli ordinari
Elenco dei Presidenti dell'Assemblea della gerarchia cattolica in Siria:
- Patriarca Maximos V Hakim (1969 - 22 novembre 2000)
- Patriarca Gregorio III Laham (5 dicembre 2000 - 6 maggio 2017)
- Patriarca Youssef Absi, dal 2 giugno 2017

## Statistiche
Secondo il rapporto intitolato Perseguitati e Dimenticati. Rapporto sui Cristiani oppressi in ragione della loro fede tra il 2013 e il 2015, che il 22 ottobre 2024 è stato presentato dalla fondazione pontificia «Aiuto alla Chiesa che Soffre», il numero di cristiani in Siria è diminuito da 1,5 milioni nel 2011 a meno di 250.000 nel 2024. Il rapporto ha analizzato i dati di 18 Paesi-chiave nel periodo compreso tra l'agosto 2022 e il giugno 2024.